# PRV-13

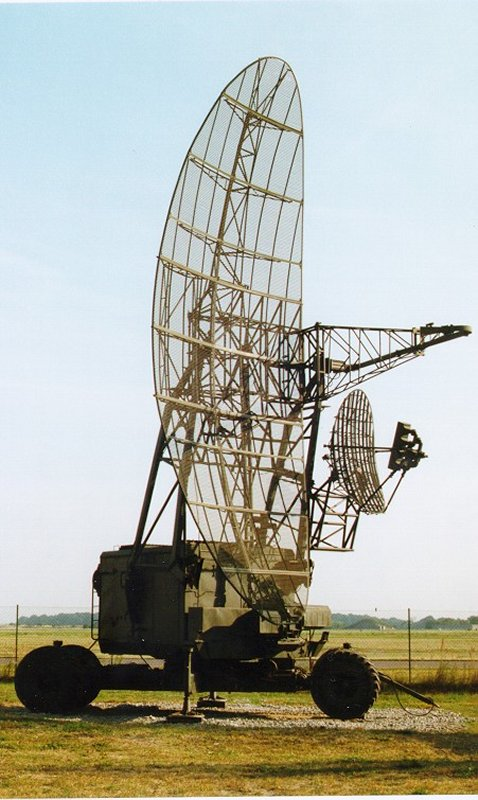
Cabina emisie-recepție a radioaltimetrului PRV-13

Radioaltimetrul terestru PRV-13 (index GRAU - 1RL130, după clasificarea NATO ”Odd Pair”) este un radar sovietic exploatat din anul 1965 în fosta URSS. A fost și în înzestrarea țărilor fostului Tratat de la Varșovia, inclusiv în Armata României din anul 1978. Este în exploatare.

## Scurt istoric
Radioaltimetrul PRV-13 a fost dezvoltat pe baza radioaltimetrului PRV-11, la începutul anilor '60  la Institutul 244 de Cercetări Știițifice al Ministerului Producției de Armament. Producția de serie a fost organizată la uzina nr. 588, în prezent Uzina Radio Pravdinsk din orașul Balahna. 

## Destinație
Radioaltimetrul mobil PRV-13 este destinat pentru lucrul în calitate de mijloc de măsurare a înălțimii în compunerea complexului de radiolocație 5N87, radiotelemetrelor P-37, P-35, P-14 și, de asemenea, în compunerea sistemelor de conducere automatizată a trupelor din apărarea antiaeriană, de tip ”Vozduh - 1M”, ”Vozduh - 1P”, ”Asurk - 1MA”. 

## Scurtă prezentare
Radioaltimetrul este realizat în varianta mobilă. În compunerea sa intră:
- Remorca V1 (pivotantă pe un afet KLU) - în care s-a dispus aparatura de emisie-recepție și instalația de antenă;
- Remorca V2 de tip 761 - cu aparatura de indicare, aparatura de sincronizare și protecție la bruiaj și, de asemenea, agregatul diesel-electric AD-30;
- Remorca V3 de tip 761 - cu piesele de rezervă și aparatura de măsură și control; în remorcă, de asemenea, s-a dispus agregatul de alimentare AD-30, de rezervă, și convertizorul de frecvență VPL-30MD;
- Container - pentru transportul instalației de antenă demontate, completul de cabluri de legătură și alte echipamente ajutătoare (în total 22 de unități).
- În afară de acestea, în compunerea radioaltimetrului intră interogatorul terestru prin radiolocație NRZ-4P (1L22), realizat în varianta pe automobil.

În scopul de a îmbunătăți siguranța în funcționare, imunitatea la bruiaj, protejarea  împotriva  rachetelor antiradiolocație  și mărirea zonei de descoperire față de PRV-11,  
la PRV-13 s-au adus o serie de modernizări, cum ar fi: 
- regimul de lucru al canalului  de goniometrare asigurat în program de trei coordonate;
- a fost asigurată posibilitatea determinării distanței, azimutului și a înălțimii de zbor a mijloacelor aeriene care evoluează la înălțimi joase (de la 100 m și mai mult), în regim autonom;
- determinarea înălțimii, la indicarea din exterior a coordonatelor mijloacelor aeriene, prin conjugarea cu un radiotelemetru;
- s-a asigurat posibilitatea goniometrării mijloacelor aeriene purtătoare de bruiaj pasiv;
- s-a asigurat dirijarea aviației de vânătoare la interceptare prin cooperarea punctelor de comandă ale trupelor de rachete antiaeriene și aviației în zonele comune ale acțiunilor de foc.

## Date tehnico-tactice
- gama de frecvență - de la 2,5 la 2,7 GHz;
- frecvența de repetiție a impulsurilor - 400 Hz;
- durata impulsului de sondaj - 1,5 - 3 microsecunde;
- puterea în impuls a emițătorului - 1,6 Mw;
- putere medie a emițătorului - 1 Kw;
- distanța maximă de descoperire - 310 km.